# Nakladatelství Petrkov
Nakladatelství Petrkov je havlíčkobrodské nakladatelství, které se svou činností zaměřuje na kvalitně vydané knihy. Ve svém repertoáru má několik kmenových autorů, např. Bohuslava Reynka, Suzanne Renaud, Henriho Pourrata či malíře a ilustrátora Pavla Čecha. Věnuje se především francouzské a české literatuře.
Nakladatelství Petrkov vzniklo roku 2010 přejmenováním původního nakladatelství Literární čajovna Suzanne Renaud. Zakladateli jsou podnikatel Petr Novotný a vnučka Bohuslava Reynka Veronika Reynková.

## Historie
V roce 2010 ukončila provoz Literární čajovna Suzanne Renaud. Majitelé však chtěli nakladatelství zachovat a tak pro něj zvolili nový název Nakladatelství Petrkov. Tento název byl vybrán zejména proto, že v Petrkově žil Bohuslav Reynek se svou ženou Suzanne Renaud a posléze tam žili i jeho dva synové Daniel a Jiří Reynkovi. Dnes v Petrkově žijí již jen oba zakladatelé nakladatelství.
Logo Nakladatelství Petrkov sestavil Petr Novotný podle kovové skulptury měsíce s hvězdami, kterou v 80. letech 20. století vytvořil výtvarník Pavel Sukdolák na fasádě petrkovského zámečku.

## Distribuce
Nakladatelství Petrkov spolupracuje se společností Kosmas, která zprostředkovává distribuci knih po celé České republice. Petr Novotný však také vlastní Knihkupectví Vysočina v Havlíčkově Brodě, kde je schopen prodat třetinu nákladu Petrkova sám.

## Produkce
- 2008 – Fudžisawa, Morihiko; Seki, Keigo: Japonské pohádky
- 2008 – Renaud, Suzanne: Tušený úsvit / L'aurore ivisible (česko-francouzské vydání)[3]
- 2009 – Čech, Pavel: Tajemství ostrova za prkennou ohradou (formát A5)
- 2009 – Reynek, Bohuslav: Básnické spisy (Archa, Petrkov)
- 2009 – Baudelaire, Charles: Z Květů zla / des Fleurs du Mal (česko-francouzské vydání)
- 2009 – Reynek, Bohuslav: Měsíc a jíní / La lune et givre (česko-francouzské vydání)
- 2009 – Čech, Pavel: Tajemství ostrova za prkennou ohradou (formát A4)
- 2010 – Jammes, Francis: Klekání. Výbor z veršů
- 2011 – Karel Havlíček Borovský (1821–1856) (Kniha vychází u příležitosti Havlíčkova výročí a obsahuje příspěvky významných havlíčkologů.)
- 2011 – Čech, Pavel: O čertovi (kolibří vydání (10 cm x 10 cm))
- 2011 – Čech, Pavel: O čertovi
- 2011 – Kalendář Daniel Reynek 2012 – stolní
- 2011 – Pourrat, Henri: O píšťalce a jiné příhody
- 2011 – Roth, Joseph: Legenda o svatém pijanovi
- 2011 – Duhamel, Georges: Elegie / Élégies 1912–1920 (česko-francouzské vydání)
- 2011 – Reynek, Bohuslav: Rybí šupiny / Ecailles de poissons (česko-francouzské vydání)
- 2011 – Diestler, Radek: Totálně Našrot
- 2011 – Čech, Pavel: Dobrodružství pavouka Čendy
- 2012 – Palán, Aleš; Reynek, Daniel; Reynek, Jiří: Kdo chodí tmami – Rozhovor Aleše Palána s Danielem a Jiřím Reynkovými
- 2012 – Čech, Pavel: Velké dobrodružství Pepíka Střechy
- 2012 – Čech, Pavel: O zahradě
- 2012 – Reynek, Bohuslav: Grafiky – soubor dvanácti reprodukcí
- 2012 – Reynek, Bohuslav: Pod prahem svítá (CD + grafický list)
- 2013 – Ondrašík, Pavel; Rybenská Táňa: O prasátku Lojzíkovi – Cesta za nosem
- 2013 – Čech, Pavel: Dobrodružství Rychlé Veverky – Poklad
- 2013 – Seton, Ernest Thompson: Stoupáni na horu
- 2013 – Čech, Pavel: Dobrodružství pavouka Čendy
- 2013 – Čech, Pavel: Tajemství ostrova za prkennou ohradou
- 2013 – Čech, Pavel: Dobrodružství Rychlé Veverky – Velký závod
- 2014 – Ondrašík, Pavel; Ondrašíková Táňa: O prasátku Lojzíkovi – Pozdrav slunci
- 2014 – Čech, Pavel: Velká knižní záhada
- 2014 – Čech, Pavel: 2. Dobrodružství pavouka Čendy
- 2014 – Reynek, Bohuslav: Bohuslav Reynek – grafiky, kalendář 2015
- 2014 – Noël, Marie: Zpěvy a žalmy podzimu
- 2014 – Čech, Pavel: Putování mezi stránkami, kalendář 2015
- 2014 – Čech, Pavel: O čertovi
- 2014 – Čech, Pavel: O klíči
- 2014 – Kristofová, Agota: Velký sešit
- 2014 – Halasová, Dagmar: Až přijde ten mág
- 2014 – Halas, František X.: Osudy
- 2015 – Čech, Pavel: 3. Dobrodružství pavouka Čendy

## Ocenění
- 2010 – Cena Muriel – Nejlepší původní český komiks (Tajemství ostrova za prkennou ohradou)[4]
- 2012 – Nejkrásnější kniha Vysočiny na 22. Podzimním knižním veletrhu (Pod prahem svítá)
- 2013 – Cena Magnesia Litera za nejkrásnější knihu pro děti a mládež (Velké dobrodružství Pepíka Střechy)
- 2013 – Cena Muriel – Nejlepší scénář a Nejlepší původní český komiks (Velké dobrodružství Pepíka Střechy)
- 2014 – Cena Zlatá stuha v kategorii komiks pro děti a mládež (Dobrodružství Rychlé Veverky – Velký závod 1, Dobrodružství Rychlé Veverky – Poklad 2)